# Hrabstwo Carbon (Utah)

Piramida wieku hrabstwa

Hrabstwo Carbon – hrabstwo w USA, znajduje się we wschodnio-centralnej części stanu Utah. W roku 2005 liczba mieszkańców wyniosła 19 437. Stolicą jest Price.

## Geografia

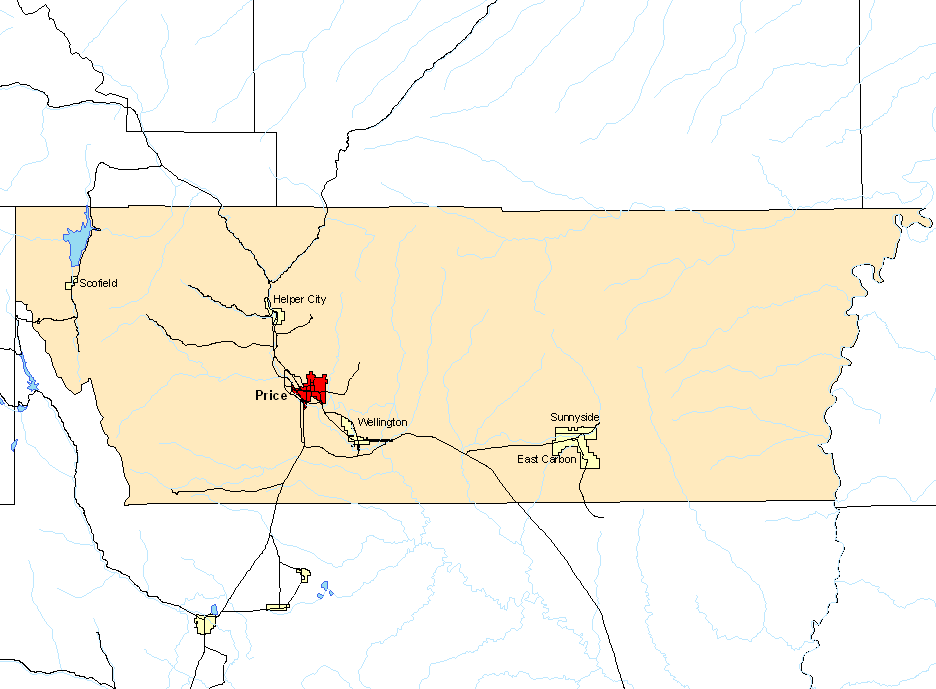
Carbon

Całkowita powierzchnia wynosi 3 845 km² z tego 16 km² (0,41%) stanowi woda.

### Miasta
- Helper
- Price
- Scofield
- Wellington

### CDP
- Carbonville
- Clear Creek
- Kenilworth
- Spring Glen
- West Wood

### Sąsiednie hrabstwa
- Utah – północny zachód
- Duchesne – północ
- Emery – południe
- Uintah – wschód
- Sanpete – zachód
- Grand – południowy zachód